# Альфа Рака
Правильна назва цієї сторінки — α Рака, але її не можна використовувати через технічні обмеження.
α Рака — хімічно пекулярна зоря спектрального класу
A5m, що лежить у сузір'ї Рака й розташована на відстані близько 190 світлових років від Сонця. Вона має видиму зоряну величину в смузі V близько 4,3m.

## Фізичні характеристики
Зоря 
досить швидко 
обертається навколо своєї осі. Проєкція її екваторіальної швидкості на промінь зору становить 75 км/сек.
Це подвійна зоря — друга компонента набагато тьмяніша головної зорі й має візуальну зоряну величину 11,8m.

## Магнітне поле
Спектр зорі вказує на наявність магнітного поля у її зоряній атмосфері.
Напруженість поздовжньої компоненти поля, оціненої з аналізу
наявних ліній металів, 
становить  119,3± 270,1 Гаус.